# 美國正義聯盟 (電視電影)
《美國正義聯盟》（英語：Justice League of America）是由CBS制作和费利克斯·恩里克斯阿尔卡拉导演的1997年失败的试播集，该试播集取材于同名英雄团体。